# Khanim Latif
Khanim Rahim Latif (àrab: خانم رحيم لطيف) (1 de gener de 1969, Al-Sulaymānīya, Iraq) és una activista liberal pels drets de les dones al Kurdistan iraquià que pretén defensar la igualtat i protegir les dones que fugen de la violència masclista i dels crims d'honor.

## Educació
Khanim Latif és llicenciada en Dret i Ciències Polítiques el 2014-2015 per la Universitat de Desenvolupament de Ciències Humanes a Qardagh, Sulaymaniyya. També té un diploma de Pràctica de Treball Social a la Universitat Chirst Church de Canterbury al Regne Unit el 2006.

## Carrera professional
Latif es va unir al moviment pels drets de les dones al Kurdistan l'any 2000. El 2002, va establir el primer centre de protecció de les dones per oferir allotjament a les víctimes de violència de gènere i crims d'honor. Va ser nomenada directora d'Asuda, la primera ONG independent que treballa per combatre la violència contra les dones a l'Iraq, amb seu a la ciutat de Sulaymaniyya.
A més, ha publicat diversos fullets i llibres, i ha traduït al kurd molts documents i acords internacionals relacionats amb els drets de les dones, com ara la Convenció sobre l'eliminació de totes les formes de discriminació contra la dona (CEDAW, per les seves sigles en anglès).

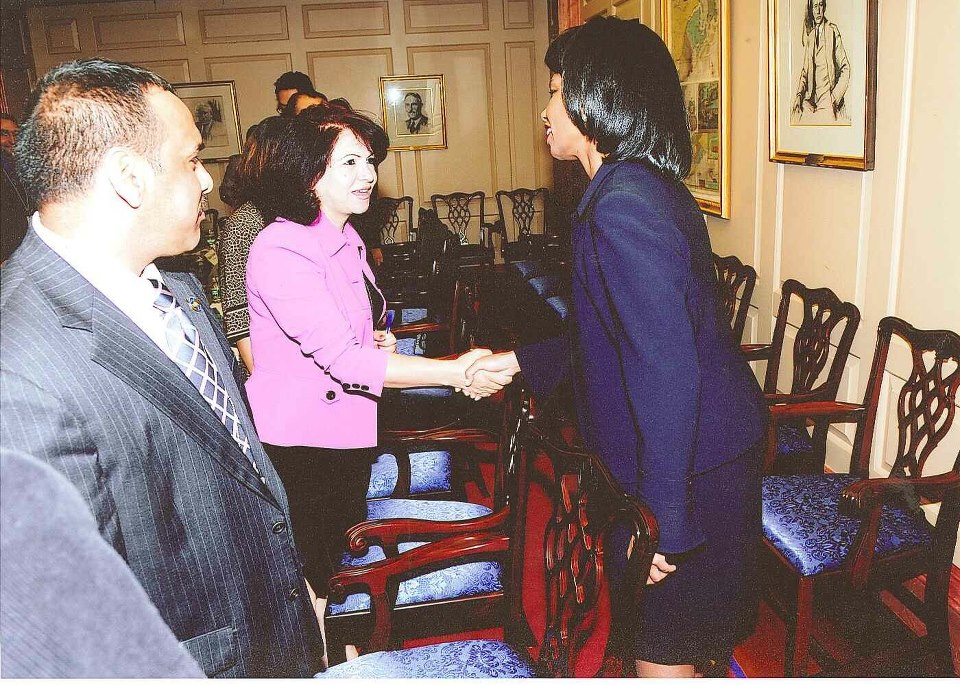
Latif en una reunió amb l'exsecretària d'Estat dels EUA Condoleezza Rice al Departament d'Estat dels EUA, Washington, 2008.

També és membre de Frontline Defenders International des del 2010, del Congrés Nacional Kurd des del 2011, i d'Amnistia Internacional des del 2006. Ha treballat àmpliament en activitats relacionades amb la Resolució 1325 del Consell de Seguretat de l'ONU a l’Iraq i al Kurdistan i és membre fundadora de la coalició del Pla d'Acció Nacional de l'Iraq de la Resolució 1325. Així mateix, Latif és assessora del Fons Mundial per a les Dones a l'Orient Mitjà i el Nord d’Àfrica i membre de la Xarxa de Conscienciació de l'Honor basat en la Violència.
Latif va ser escollida com a candidata independent per a les eleccions al Consell Nacional iraquià a les eleccions de 2005. Va assistir a moltes conferències, tallers i seminaris sobre drets humans i drets de les dones, en particular a Bagdad i altres ciutats iraquianes. A més a més, també va participar en la campanya especial per demanar l'assignació del 25% per a la participació de les dones a l'Autoritat Legislativa de Assemblea Nacional de l’Iraq.
L’any 2008, Latif va ser nominada per al premi Women of Courage del Departament d'Estat dels Estats Units.
També ha estat col·laboradora en nombroses organitzacions i informes de mitjans sobre qüestions internacionals i locals de les dones al Kurdistan i l'Iraq. A més, parla amb freqüència als mitjans internacionals com a font d'informació sobre els drets de les dones i violència sexual a l'Iraq, així com en conferències i esdeveniments internacionals, regionals i locals. ]

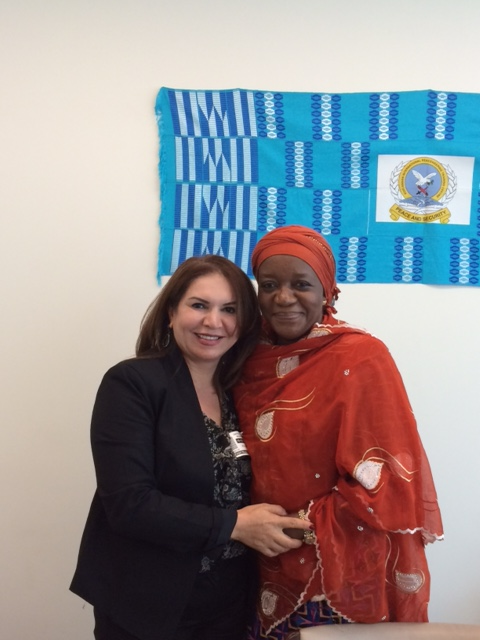
Latif amb Zainab Hawa Bangura, Representant Especial de la Secretària General de Violència Sexual en Conflicte, març de 2016

El 2014, després que el grup terrorista Estat Islàmic iniciés una campanya violenta contra la població yazidí de la regió, Latif va contribuir a la recerca de dones supervivents en edificis abandonats i refugis temporals i va descobrir que Estat Islàmic havia segrestat almenys 2.000 dones durant l'atac. Quan algunes de les dones segrestades van aconseguir escapar, Latif les va buscar i els va oferir ajuda des d'Asuda i va donar a conèixer les atrocitats que havien patit, com ara tortures, venda o abusos sexuals tant en l'àmbit nacional com internacional.

## Vida personal
Latif està casada amb Kamal Raouf, periodista al Kurdistan iraquià i director Sharpress Publications, amb qui té una filla.

## Premis
En reconeixement del seu treball i contribució als drets de les dones a l'Iraq, Latif va rebre el Premi Internacional de Lideratge en Drets Humans de les Dones Vital Voices. Va ser homenatjada el 9 de març de 2016 durant una cerimònia al Kennedy Center de Washington, DC. Latif va ser homenatjada juntament amb tres activistes més: Hafsa Abiola-Costello, Akanksha Hazari i Yoni Sanchez.